# جاش گریفیث
جاش گریفیث (انگلیسی: Josh Griffith) فیلم‌نامه‌نویس و تهیه‌کننده تلویزیونی اهل ایالات متحده آمریکا است.
از فیلم‌ها یا مجموعه‌های تلویزیونی که وی در آن‌ها نقش داشته‌است، می‌توان به روزهای زندگی ما، بیمارستان عمومی، سانست بیچ و سانتا باربارا اشاره نمود.
وی همچنین برندهٔ جوایزی همچون جایزه انجمن نویسندگان آمریکا شده‌است.